# 2022年上海石化爆炸事故
2022年上海石化爆炸事故发生于2022年6月18日凌晨4点左右，上海石化化工部的乙二醇装置起火引起的爆炸事故。
事件发生在自3月开始的两个多月的上海全域静态管理之后的复工复产秩序恢复阶段，引起关注。

## 背景

### 上海石化
上海石化总厂于1972年6月17日成立，事发前一日恰好是该厂成立50周年，当天还进行了成立50周年纪念大会。
每日经济新闻则根据中国石化上海分部披露的财报指出，2019~2021年，其安全生产投入分别为23478万元、28472万元、11237万元，2021年同比下降60%。就在2021年5月，上海石化曾发生裂解炉区域原料管线闪爆事故，导致1死13伤。
财新记者了解到，自上海全域静态管理而带来的变化，要求压低产能，于是生产设施保持低负荷生产模式，或处于负荷不稳定的状态，可能与事故发生有关。

### 涉事产线和化学物质
涉事的产线生产乙二醇和环氧乙烷，工艺原理为：乙烯和氧气在银催化下生成环氧乙烷，通过精制塔加热蒸馏提纯，部分环氧乙烷作为成品输出，其余在氢氧化钠碱性环境下水合产生成品乙二醇。
{\displaystyle {\ce {{C2H4}+O2->[{\text{Ag}}](CH2CH2)O}}}
{\displaystyle {\ce {(CH2CH2)O + H2O -> HO-CH2CH2-OH}}}
其中，环氧乙烷易燃易爆，易溶于水；乙二醇是防冻液的主要成分，有毒。该产线于1990年3月完工投产，属于老旧装置。

## 事故
由中国石化上海石油化工股份有限公司的新浪微博“上海石化”的消息，6月18日凌晨4时左右，位于上海市金山区的上海石化化工部乙二醇装置区域发生火情。而根据上海消防通报，火势发生时间约为4点28分。
媒体依据现场视频辨识，存在复数个起火点。
社交媒体信息显示，当时附近区域可听到爆炸声，冲击波震碎附近建筑玻璃，且伴随有明显刺鼻气味。当日上午11时，财新记者确认，当地方圆两公里范围存在“呛鼻的的塑料烧焦的味道”。
当地消防部分进行了跨区召集，调集了563名消防救援人员、113辆消防车赶赴现场进行救援。至上午约9时，火势基本得到控制，但依旧在进行“保护性燃烧”；燃烧持续到19日16时30分宣告结束，且现场应急处置工作基本完成。
事故导致上海石化1名员工手臂轻微擦伤，1名第三方运输车辆驾驶员死亡。

## 调查
上海市应急管理局在6月18日事故当天成立了事故调查组。7月11日，上海对本次事故提级调查。
2023年3月，事故最终调查报告公布，认定事故原因为精制塔至再吸收塔之间的压力管道老化、多次泄露未被更换直至事故发生时彻底断裂，造成环氧乙烷泄露燃烧并引爆整个精制塔。管道腐蚀断裂系金属疲劳、焊接缺陷以及工艺中存在的微量氯离子（来自抑制剂二氯乙烷以及氢氧化钠溶液中的杂质氯化钠）腐蚀三个方面原因共同造成。调查报告同时批评上海石化重效益，轻安全，管理存在漏洞，致使出事的管段多次泄漏而违规带病运行。此外出事的乙二醇装置本应于事故发生前两天（6月16日）开始大修，但由于疫情原因所需的检修人员无法到位，导致大修被迫推迟。